# Phare du cap Peneda
Le phare du cap Peneda (en croate : Svjetionik Rt Peneda) est un feu actif situé à l'extrémité sud de l'île Veliki Brijun au large de la municipalité de Fažana dans le Comitat d'Istrie en Croatie. Le phare est exploité par la société d'État Plovput .

## Histoire
Le phare, mis en service en 1877, se situe à 7 km à l'ouest de Pula, au large de Fažana. La majeure partie de l'archipel de Brioni est un parc national croate, le parc national de Brioni .
Il est équipé d'un Système d'identification automatique.

## Description
Le phare  est une tour carrée en pierre de 15 m de haut, avec galerie et lanterne, attenante à une maison de gardien de deux étages. Le bâtiment est couleur pierre naturelle et la lanterne est blanche. Son feu isophase émet, à une hauteur focale de 20 m, un éclat blanc de 2 secondes toutes les 4 secondes. Sa portée est de 11 milles nautiques (environ 21 km) pour le feu principal et 7 milles nautiques (environ 13 km) pour le feu de veille.
Il est équipé d'une corne de brume émettant un signal de 4 secondes par période de 30 secondes audibles jusqu'à 2 milles nautiques (environ 3.7 km).

Identifiant : ARLHS : CRO210 - Amirauté : E2710 - NGA : 11996 .

## Caractéristiques dufeu maritime
Fréquence : 4 secondes (W)
- Lumière : 2 secondes
- obscurité : 2 secondes

|                    |
| Archipel de Brioni |

|                  |
| Comitat d'Istrie |

### Lien connexe
- Liste des phares de Croatie